# Loch Bhrusda
Loch Bhrusda, englisch Loch Brusta, ist ein See auf der schottischen Hebrideninsel Berneray.

## Beschreibung
Der Loch Bhrusda liegt im Zentrum der kleinen Insel und stellt das größte Süßwasserreservoir der Insel dar. Östlich des etwa 960 Meter langen und höchstens 430 Meter breiten Sees erstreckt sich in wenigen hundert Meter Entfernung die Streusiedlung Rushgarry. Beinn Shleibhe und Borve Hill, die höchsten Erhebungen der Insel, befinden sich etwa 800 m nordöstlich beziehungsweise 400 m südöstlich. Der See ist über eine Straße entlang seines Ostufers erschlossen.
Der auf acht Metern Höhe gelegene See nimmt eine Fläche von 28 Hektar ein. Mit einer mittleren Tiefe von 5,3 Metern weist er ein Volumen von rund 1,5 Mio. Kubikmetern auf. Sein Umfang beträgt rund drei Kilometer. Das Einzugsgebiet von Loch Bhrusda bedeckt 105 Hektar und umfasst vornehmlich Grasflächen (46 %), während Grundwasser 21 % des Zuflusses ausmacht. Vom Südwestufer fließt ein unbenannter Bach ab, der nach rund 300 Metern in den kleinen Nachbarsee Loch Beag Bhuirgh mündet und von dort aus über den Abhainn Bhuirgh in die Bucht Loch Borve am Berneray-Sund entwässert.